# بوریلاسیون میائورا
بوریلاسیون میائورا (به انگلیسی: Miyaura borylation) که به عنوان واکنش بوریلاسیون میائورا نیز شناخته می‌شود، یک نام واکنش در شیمی آلی است که امکان تولید بورونات‌ها از وینیل یا آریل هالیدها را با جفت شدن متقابل بیس(پیناکولاتو)دی‌بور در شرایط بازی با کاتالیزوری مانند PdCl2(dppf) فراهم می‌کند. محصولات بوریله به دست آمده را می‌توان به عنوان شرکای جفت‌کننده برای واکنش سوزوکی استفاده کرد.

## گستره
مشخص شده‌است که بوریلاسیون میائورا در موارد زیر کاربرد دارد:
آلکیل هالیدها، آریل هالیدها، آریل هالیدها با استفاده از تتراهیدروکسی‌دی بور، آریل هالیدها با استفاده از بیس-بورونیک اسید، آریل تری‌فلات، آریل مسیلات‌ها، وینیل هالیدها، وینیل هالیدهای ترکیبات کربونیل غیراشباع β، α و تری‌فلات وینیل‌ها.